# Hinckley (Royaume-Uni)
Pour les articles homonymes, voir Hinckley.
Hinckley est une ville anglaise située dans le comté du Leicestershire et du district de Hinckley and Bosworth. En 2011, sa population était de 45 249 habitants.
Au début des années 2000, un Australien a établi le centre géographique de la Grande-Bretagne à Hinckley, bien que Haltwhistle (à 350 km de là) s'enorgueillit aussi de ce titre.